# Asplenium anceps
Asplenium anceps là một loài dương xỉ trong họ Aspleniaceae. Loài này được Lowe ex Hook. & Grev. mô tả khoa học đầu tiên năm 1830.
Danh pháp khoa học của loài này chưa được làm sáng tỏ. 